# Ronquières
Ronquières is een dorp in de Belgische provincie Henegouwen, en een deelgemeente van de Waalse stad 's-Gravenbrakel. Het dorp is vooral bekend om zijn hellend vlak. Tot 1 januari 1977 was het een zelfstandige gemeente.

## Bezienswaardigheden
- De Sint-Gorikskerk (Église Saint-Géry) waarvan de toren stamt uit de 14e eeuw. Het gotisch schip is voornamelijk 16e-eeuws evenals het koor.
- De Kapel van Christus op de koude steen (Chapelle du Bon Dieu de Pitié) van 1553 werd herbouwd in 1741.
- De Moulin de Ronquières is een turbinemolen op de Sennette.
- Het Hellend vlak van Ronquières, op het Kanaal Brussel-Charleroi.

## Natuur en landschap
Ronquières ligt aan het Kanaal-Brussel-Charleroi dat in noordelijke richting werd aangelegd in het dal van de Sennette. Het historisch deel van het kanaal, een bochtig tracé met vele sluizen, werd aangelegd in het dal van de Samme die hier vanuit het zuidoosten stroomt en te Ronquières voorheen in de Sennette en tegenwoordig in het kanaal uitmondt. Zuidwaarts loopt het kanaal, via het Hellend Vlak, sinds 1968 verder zuidwaarts met een recht tracé, waardoor het historische kanaal (van 1832) voor de scheepvaart kwam te vervallen. Dit kanaal moest, verder zuidwaarts, de waterscheiding tussen Schelde en Maas overbruggen. Ten westen van Ronquières ligt het Bos van La Houssière. De hoogte van Ronquières aan de kerk bedraagt 66 meter.

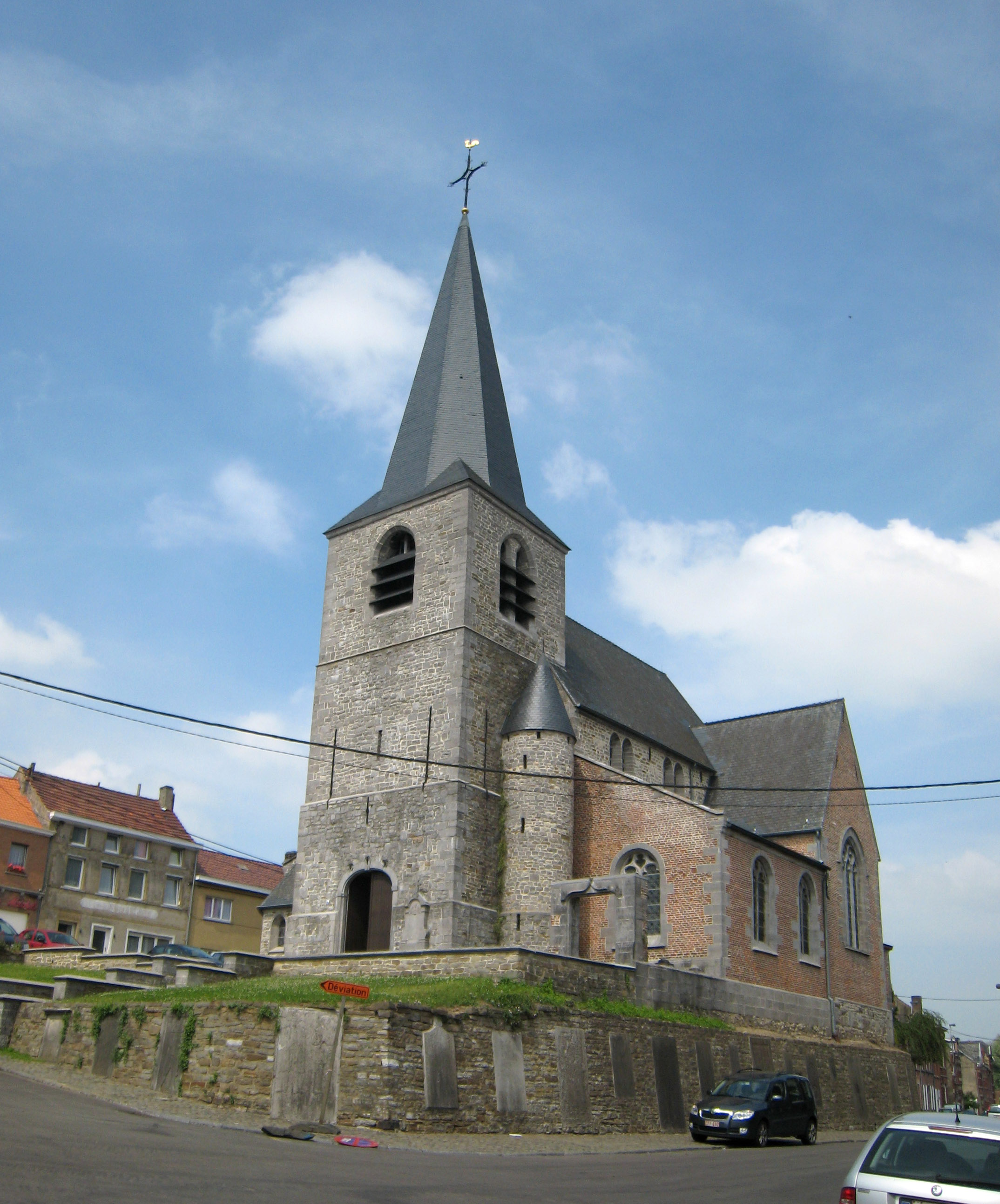
De Église Saint-Géry
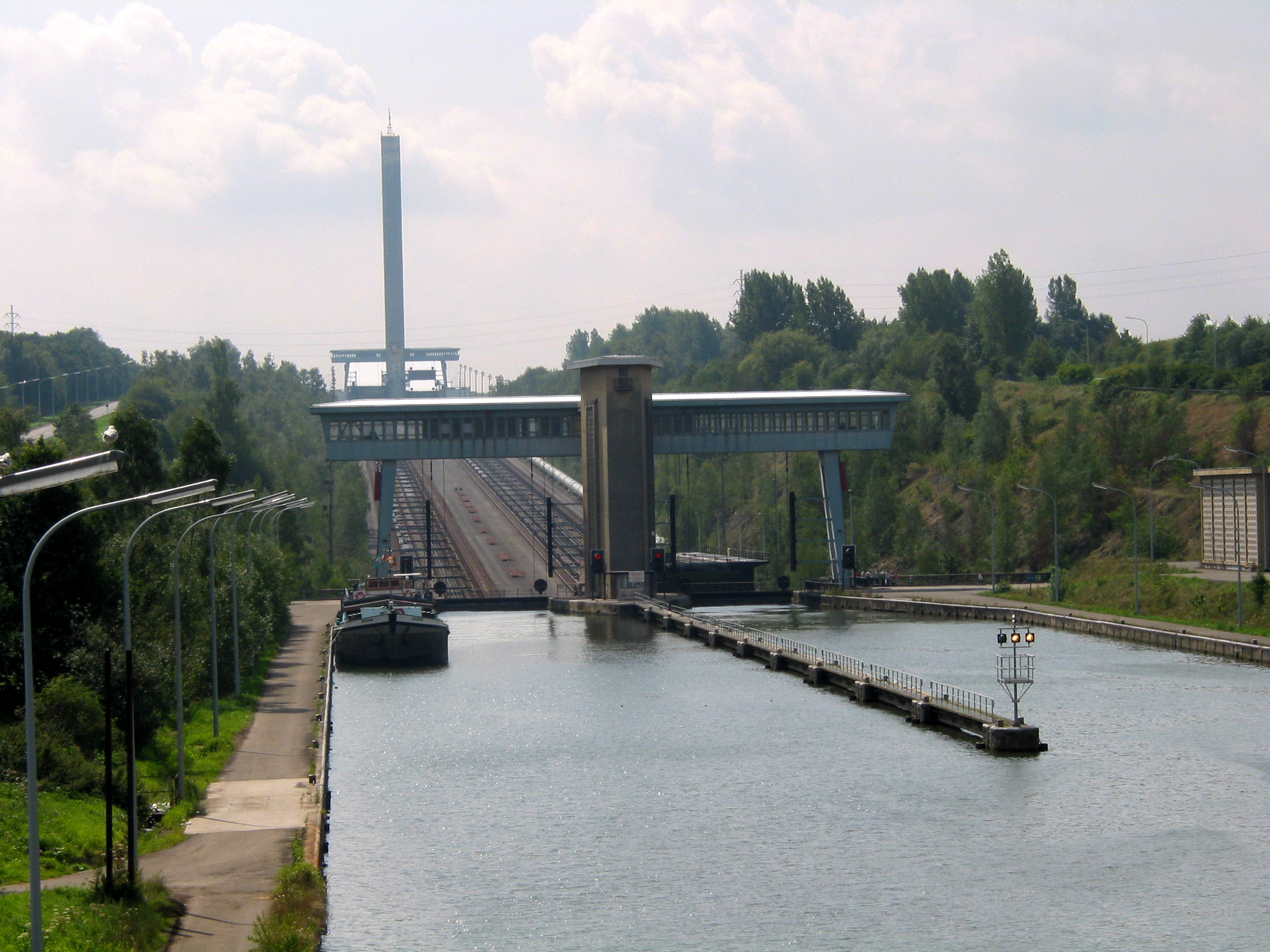
Hellend vlak van Ronquières

## Demografische ontwikkeling
- Bronnen:NIS, Opm:1831 tot en met 1970=volkstellingen, 1976= inwoneraantal op 31 december

## Trivia
De Ronquièreskalkoen (Frans: dindon de Ronquières) is een bekend kalkoenras.
Op 10 februari 2021 publiceerde kleinkunst-band Madou een single met als naam en onderwerp Ronquières. Inspiratie voor het lied was een schooluitstap van Thomas Devos, zoon van Vera Coomans, naar het Hellend vlak van Ronquières.

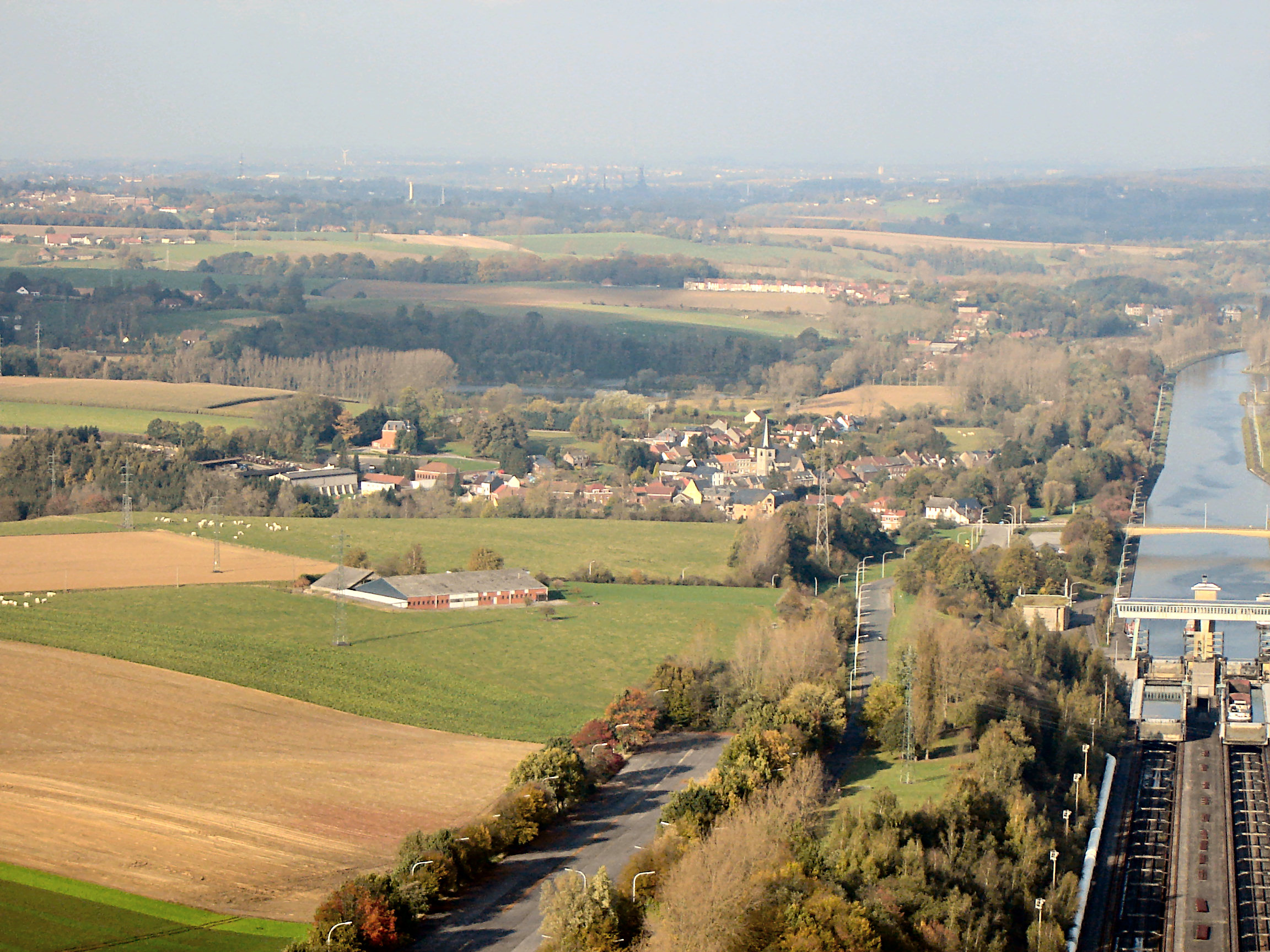
Ronquières en omgeving

## Nabijgelegen kernen
Henripont, Virginal-Samme, Ittre, Bornival